# Xã Perry, Quận Marion, Indiana
Xã Perry (tiếng Anh: Perry Township) là một xã thuộc quận Marion, tiểu bang Indiana, Hoa Kỳ. Năm 2010, dân số của xã này là 108.972 người.